# ازدنیک اوندراشک
ازدنیک اوندراشک (چکی: Zdeněk Ondrášek؛ زادهٔ ۲۲ دسامبر ۱۹۸۸) بازیکن فوتبال اهل جمهوری چک است.
از باشگاه‌هایی که در آن بازی کرده‌است می‌توان به باشگاه فوتبال استوا بخارست، باشگاه فوتبال ترومسو، باشگاه فوتبال ویکتوریا پلزن، باشگاه فوتبال ویسوا کراکوف، و اف‌سی دالاس اشاره کرد.
وی همچنین در تیم‌های ملی فوتبال زیر ۲۱ سال جمهوری چک و جمهوری چک بازی کرده‌است.